# Los Juan Diegos
Los Juan Diegos är en ort i Mexiko.   Den ligger i kommunen Santa Catarina och delstaten Guanajuato, i den centrala delen av landet, 210 km nordväst om huvudstaden Mexico City. Los Juan Diegos ligger 1 593 meter över havet och antalet invånare är 178.
Terrängen runt Los Juan Diegos är huvudsakligen kuperad. Los Juan Diegos ligger nere i en dal. Runt Los Juan Diegos är det ganska glesbefolkat, med 25 invånare per kvadratkilometer. Närmaste större samhälle är Victoria, 18,5 km nordväst om Los Juan Diegos. Omgivningarna runt Los Juan Diegos är i huvudsak ett öppet busklandskap.